# Crematogaster stigmata
Crematogaster stigmata är en myrart som beskrevs av Santschi 1914. Crematogaster stigmata ingår i släktet Crematogaster och familjen myror. Inga underarter finns listade i Catalogue of Life.